# Antarctodomus powelli
Antarctodomus powelli is een slakkensoort uit de familie van de Buccinidae. De wetenschappelijke naam van de soort is voor het eerst geldig gepubliceerd in 1995 door Dell.